# Jayachandran
Paliyath Jayachandrakuttan, conocido también como P. Jayachandran (Kerala, 3 de marzo de 1944-9 de enero de 2025), fue un cantante de playback indio. 

## Biografía
Jayachandran nació en 'Bhadralayam', Ravipuram, Ernakulam, y más adelante su familia se trasladó a Irinjalakkuda. Su padre Ravivarma Kochaniyan Thampuran, pertenece a la Familia Real de Cochín, además era músico, aunque no era un cantante profesional. Su madre Subhadra Kunjamma de Paliyam Swarupam, también fue una gran amante de la música que le animó a Jayachandran para aprender las notas de Mridangam a una edad temprana, y con su apoyo que pudo alcanzar la destreza con Mridangam. Empezó a cantar canciones devocionales en las iglesias a la edad de 8 años.
Casado con Lalitha de Thrissur, en mayo de 1973, tuvo dos hijos: Lakshmi (n. 1975) y Dinanath (n. 1981).

## Carrera
Jayachandran se graduó de la universidad de Christ College, en Irinjalakuda. Además era un estudiante de la Escuela Nacional de Irinjalakuda, desde donde recibió numerosos premios por su prestigio en la reproducción de la música ligera de Mridangam y en el Festival de la Juventud Escolar del Estado de Kerala, en la que compitió frente a otro cantante llamado Yesudas en 1958. Esto cuando participó en el festival de la juventud de dicho estado. Yesudas ganó el premio como Mejor Cantante de música Clásica y Jayachandran también fue ganador del bajo el mismo premio ese mismo año.
Ha ganado un premio nacional, cuatro Premios del Estado de Kerala y cuatro premios estatales en Tamil Nadu. Ha interpretado temas musicales cantados en otros idiomas como en malayalam, tamil, kannada, telugu, hindi y entre otros. Jayachandran también cariñosamente es conocido como el Bhava Gayakan.

## Temas musicales
- "Therirangum Mukile" – "Mazhathullikilukkam" (Malayalam)
- "Raasathi Unnai" – Vaitheghi Kaathirunthaal (Tamil)
- "Kattalan Kaatu Vazhi" – Kizhakku Cheemaiyile (Tamil)
- "Kadavul Vaazhum Kovilile" – Oru Thalai Raagam (Tamil)
- "Olavina Udugore Kodalenu" – Olavina Udugore (Kannada)
- "Kodiyile Malliyappoo" – Kadalora Kavithaigal
- Kannathil Muthamittal - "Kannathil Muthamittal" (Tamil)
- "Mancholai Kilithano" – Kizhake Pogum Rail(Tamil)
- "Milo Wahan Wahan (from movie ADA, Debut song in Hindi)
- "Harshbashpam Thooki" - "Muthassi"(Malayalam)
- "Ariyathe Ariyathe" - "Ravanaprabhu" (Malayalam)
- ""En Mel Vizhunda" - "May Madham" (Tamil)

## Filmografía
| Año  | Película                        | Personaje | Director      | Idioma    | Notas |
| ---- | ------------------------------- | --------- | ------------- | --------- | ----- |
| 1983 | Lekhayude Maranam Oru Flashback |           | K. G. George  | Malayalam |       |
| 1986 | Nakhakshathangal                |           | Hariharan     | Malayalam |       |
| 2012 | Trivandrum Lodge                |           | V. K. Prakash | Malayalam |       |